# Groß Sankt Florian
Groß Sankt Florian è un comune austriaco di 4 223 abitanti nel distretto di Deutschlandsberg, in Stiria. Il 1º gennaio 2015 ha inglobato il precedente comune di Unterbergla; ha lo status di comune mercato (Marktgemeinde).

## Collegamenti esterni

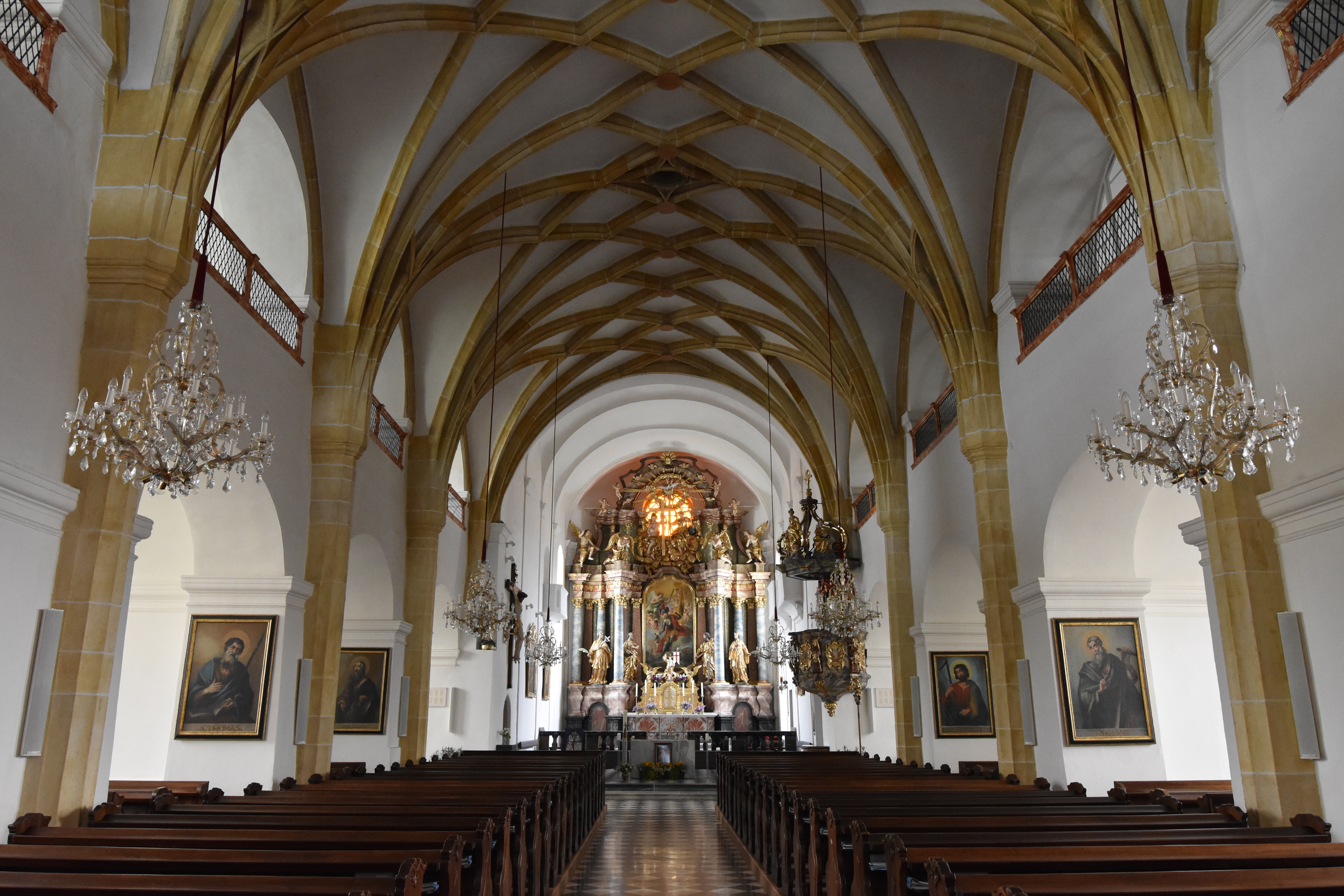
Interno della chiesa parrocchiale di Groß Sankt Florian